# Pollanisus acheron
Pollanisus acheron är en fjärilsart som beskrevs av Fabricius 1775. Pollanisus acheron ingår i släktet Pollanisus och familjen bastardsvärmare. Inga underarter finns listade i Catalogue of Life.